# Yoshinari Takagi
Yoshinari Takagi (Tokio, 20 mei 1979) is een Japans voetballer.

## Carrière
Yoshinari Takagi speelde tussen 2000 en 2009 voor Tokyo Verdy. Hij tekende in 2010 bij Nagoya Grampus.